# Scorpion (Mortal Kombat)
Scorpion (tên gốc: Hanzo Hasashi) là một nhân vật hư cấu trong sê-ri game đối kháng Mortal Kombat của hãng Midway Games. Đây là một trong số 7 nhân vật gốc từ bản Mortal Kombat đầu tiên năm 1992. Scorpion là một hồn ma ninja bất tử luôn tìm cách trả thù vì bị Sub-Zero giết chết. Đây là một nhân vật phản anh hùng từ đầu loạt game cho tới phần Mortal Kombat X, tuy nhiên, nhìn chung Scorpion vẫn là một nhân vật trung lập, không theo một phe nào.